# Intervenția militară a Rusiei în Războiul Civil din Siria
Pe 30 septembrie 2015, Rusia a început o intervenție militară în Războiul Civil Sirian.
Aceasta constă în lovituri aeriene rusești împotriva Statului Islamic, al-Qaeda în Levant și altor inamici ai guvernului sirian, cu sprijin militar semnificativ din partea trupelor terestre iraniene, care se coordonează cu Armata Siriană și aliații acesteia. Anterior intervenției, implicarea Rusiei în conflictul sirian s-a limitat mai ales la furnizarea de armament armatei siriene. Rusia a intervenit în conflict ca urmare a unei cereri formale din partea guvernului sirian privind un ajutor militar împotriva grupărilor rebele și jihadiste din Siria.
Sursele occidentale au sugerat că loviturile aeriene rusești din timpul primei săptămâni de campanie au lovit teritoriile ocupate de grupările rebele ce se opun guvernului sirian, dar nu și ISIS-ul. În ciuda acestor informații, Rusia a negat toate reclamațiile potrivit cărora ea are ca țintă pe oricine nu este terorist, iar Ministerul Apărării a mers atât de departe încât a postat materiale video pentru ca lumea să vadă că ei lovesc țintele care trebuie.
Statele Unite, care se opune atât Statului Islamic cât și guvernului sirian, a exclus vreo cooperare militară cu Rusia în Siria. Secretarul Apărării, Ashton Carter și alți oficiali înalți oficiali ai SUA, au spus că campania Rusiei are în primul rând scopul de a-l sprijini pe Assad, căruia președintele Barack Obama i-a cerut repetat să demisioneze,, apreciere împărtășită și de Franța. SUA conduce o campanie separată în Siria din septembrie 2014, ca și una în Irak, din iunie 2014, ambele având ca țintă numai Statul Islamic și cei afiliați al Qaeda.
În decembrie 2024, forțele ruse se retrag în urma ofensivei forțelor de opoziție siriene.

## Context
Războiul Civil Sirian este purtat între opoziția multiplă, grupările guvernamentale și bazele locale și străine ale ambelor părți, care împărtășesc o rețea complexă de relații. Deoarece timp de câteva luni au avut loc lovituri aeriene din partea coaliției conduse de SUA asupra ținelor ISIS Rusia, aliat al Siriei, a început să trimită în septembrie 2015 avioane de război și alte arme, precum și trupe combatante la baza aeriană de lângă orașul-port Latakia din Siria. Acțiunea a fost întreprinsă la cererea oficială a guvernului sirian condus de președintele Bashar al-Assad.
La sfârșitul lui septembrie 2015, Iran, Irak, Rusia și Siria, au creat la Bagdad un centru comun de informații pentru a-și coordona operațiunile împotriva Statului Islamic.
Pe 30 septembrie 2015, camera superioară a Adunării Federale a Rusiei, Consiliul Federației, a aprobat cererea președintelui rus Vladimir Putin de a lansa Forțele Aeriene Ruse în Siria. În aceeași, reprezentanții ruși ai centrului comun de informații menționat mai sus au ajuns la Ambasada SUA din Bagdad și au cerut ca toate forțele SUA aflate în zona-țintă din Siria să plece imediat de acolo. O oră mai târziu, avioanele rusești cu baza în teritoriul deținut de guvern a început să dea lovituri aeriene asupra ISIS și a altor ținte rebele.

## Operațiunile militare rusești

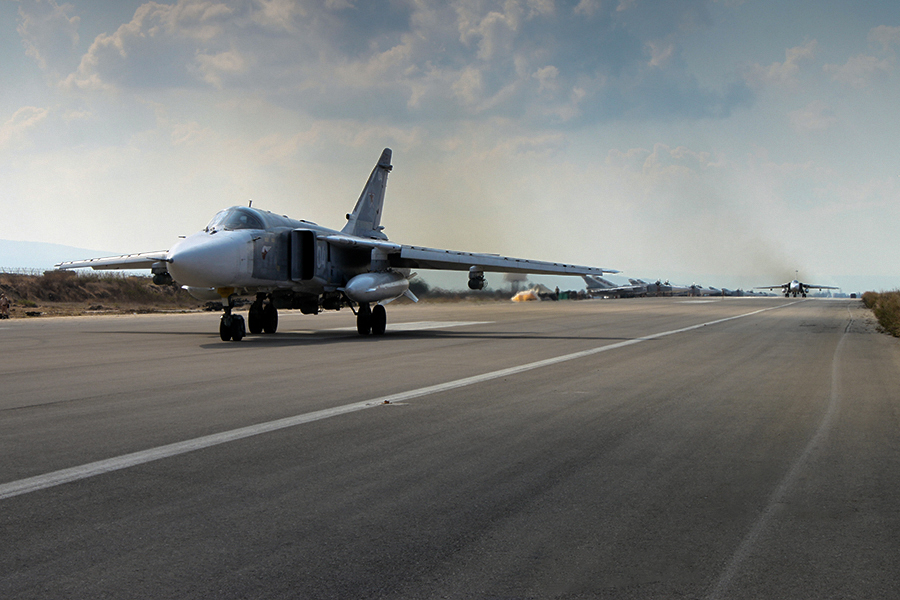
Avionul cu reacție rus Su-24 la o bază aeriană din Latakia, Siria

Prima serie de lovituri aeriene a avut loc pe 30 septembrie 2015 în jurul orașelor Homs și Hama. Acestea au țintit opoziția siriană. Avioanele de război rusești au atacat pozițiile rebele „din al-Rastan, Talbiseh și Zafaraniya din provincia Homs; Al-Tilol al-Hmer din provincia Quneitra; Aydoun, sat aflat la marginile orașului Salamiya; Deer Foul, între Hama și Homs; și periferiile Salmiyei”. În total, au avut loc 20 de zboruri. Multe din loviturile inițiale au țintit pozițiile luptătorilor ceceni, Frontul Islamic Jaysh al-Islam (Armata Islamului), și Armata Siriană Liberă.
Potrivit Al Mayadeen, canal media ce aparține Hezbollahului, Armata Cuceririi, ce are sprijin saudit/turcesc, a fost bombardată pe 1 octombrie de avioanele rusești, în Jisr ash-Shugour; au fost executate cel puțin 30 lovituri aeriene. Alte serii de lovituri aeriene rusești au fost executate în aceeași zi, fiind țintite pozițiile ISIS din guvernoratul Raqqa.
Pe 2 octombrie, șeful comitetului de afaceri externe a Parlamentului rus, Alexei Pușkov, a afirmat că loviturile rusești ar putea continua trei sau patru luni și s-ar putea intensifica; mai târziu a spus că aceasta a fost o simplă presupunere proprie și că el n-a fost privat de vreo cunoaștere a situației. Dimineața, Forțele Aeriene Rusești au lansat patru lovituri asupra ISIS în vechiul oraș sirian Al-Qaryatayn, și pe magistrala T4-Palmyra, din provincia Homs. Un centru de comandă și control ISIS a fost distrus de o singură lovitură aeriană în Al-Qaryatayn, iar un convoi ISIS a fost atacat în timp ce se deplasa spre magistrala Teefor-Palmyra. După loviturile aeriene, Armata Siriană și Forțele Naționale Defensive au împins ISIS-ul în afara orașului Maheen, spre Al-Qaryatayn, după o luptă de două ore în care au fost uciși 18 teroriști și au fost distruse două mașini de lupte care aveau montate arme ZU-23-2. Apoi, forțele siriene au lansat un contraatac în sud-vestul Al-Qaryatayn pentru a recupera șoseaua principală.
În aceeași zi, Forțele Aeriene Rusești au început să bombardeze pozițiile Frontulului Al-Nusra din al-Rastan și Talbiseh, aflate în provincia Homs. Mai târziu, ele au continuat cu bombardarea Al-Nusra din Kafr Zita, Al-Ghaab Plains, Kafr Nabl, Kafr Sijnah, și Al-Rakaya din provincia Hama. Forțele Aeriene Siriene și Forțele Aeriene Rusești au bombardat împreună Al-Nusra din Jisr al-Shughur. La noapte, Forțele Aeriene Rusești au țintit ISIS cu 11 lovituri peste Al-Raqqah, au țintit rețele electrice din afara acestuia, au dat două lovituri peste magistrala Shadadi-Hasakah, precum și trei lovituri în Al-Mayadeen, provincia Deir ez-Zor. Baza militară principală a ISIS din Aeroportul Militar Tabaqa a fost de asemenea atacată, cazărmile fiind distruse în urma a două lovituri. Lângă Aeroportul Militar, a fost de asemenea bombardat un depozit cu arme ale ISIS din Fermele Al-‘Ajrawi. În același timp, sediul principal al ISIS din Spitalul Național Tabaqa a fost puternic avariat de o lovitură rusească. În provincia Al-Hasakah, Forțele Aeriene Ruse au țintit ISIS în Al-Shadadi și Al-Houl, pe când Forțele Aeriene Siriene au atacat un convoi ISIS aflat pe autostrada Deir ez-Zor-Hasakah .
Pe 3 octombrie, rapoartele au indicat că luptătorii Hezbollah și iranieni pregătesc ofensive terestre majore care vor fi coordonate cu loviturile aeriene rusești. Potrivit CNN, ministrul rus al apărării a afirmat că soldații săi au bombardat nouă poziții ISIS lângă Raqqa, capitala de facto a grupării teroriste. Cel puțin 11 au fost uciși în urma pretinsei duble lovituri a Rusiei în provincia siriană Idlib, potrivit grupărilor opoziției. În timpul zilei, Forța Aeriană Rusă a efectuat patru lovituri peste Al-Nusra, ce era controlată de Jisr al-Shughur, și lovituri suplimentare în Jabal Al-Zawiya și Jabal al-Akrad. Una din ținte a fost un convoi de reînarmare Al-Nusra ce se deplasa din Jisr al-Shughur spre un sat nord-estic din provincia Latakia.
Potrivit oficialilor ruși, în dimineața zilei de 7 octombrie 2015, patru nave de război ale Flotilei Caspice a Marinei Militare Ruse a lansat 26  rachete de croazieră 3M-14T Kalibr NK care au lovit 11 ținte din cadrul teritoriului sirian. Rachetele au trecut prin spațiul aerian iranian și irakian pentru a ajunge la țintele lor, aflate la o distanță de peste 1,500 kilometeri (930 mile). În aceeași zi, s-a raportat că forțele terestre siriene au executat o ofensivă sub acoperie aeriană rusă. Potrivit unor oficiali militari și de informații americani anonimi, 4 din cele 26 rachete de croazieră lansate pe 8 octombrie s-au făcut praf în Iran, cu mult înainte de a ajunge la ținele lor din Siria. Rusia a susținut că toate rachetele sale și-au atins țintele.Iranul, de asemenea, a negat orice distrugere a unei rachete pe teritoriul său. Ministrul iranian al apărării a respins orice raport ce susține că patru din cele 26 de rachete de croazieră s-ar fi făcut praf în Iran și a declarat că reporterii CNN sunt parte a „războiului psihologic” al Occidentului.
Ministrul rus al apărării a declarat pe 9 octombrie că până la șaizeci de ținte ISIS au fost lovite în ultimele 24 de ore, presupunându-se a fi omorâți 300 de militanți. Unul dintre raiduri a țintit baza Liwa al-Haqq din Guvernoratul Al-Raqqah folosind bombe ghidate cu precizie KAB-500KR, iar în urma acestuia doi comandanți vechi ai ISIS și până la 200 de militanți au fost uciși, în ciuda lipsei de conexiune dintre Liwa al-Haqq și ISIS. Un alt asalt a distrus o fostă închisoare de lângă Alep ce a fost folosită de ISIS ca bază și depozit pentru muniții, omorând de asemenea mulți militanți. După cum se pretinde, locurile de antrenament ale rebelilor din provinciile Latakia și Idlib ar fi fost de asemenea lovite. Între timp, pe 9 octombrie, militanții ISIS au avansat în aria orașului Alep, acaparând câteva sate, inclusiv Tal Qrah, Tal Sousin și Kfar Qares, ceea ce Associated Press a numit „atacul fulger”. Aceste atacuri n-au fost împiedicate de vreo încercare de lovitură aeriană rusească sau americană. Avansul ISIS avut loc cu prețul grupărilor rebele țintite de asemenea de forțele rusești și siriene.
Pe 13 octombrie, ministrul rus al apărării a declarat că 88 de misiuni rusești au fost duse la bun sfârșit în Siria în ultimele 24 de ore.

## Rolul iranian
Forța Quds, aflată sub comanda generalului Qasem Soleimani s-a implicat în susținera guvernului lui Assad încă de la începuturile Războiului Civil Sirian în 2011. Această susținere a luat mai multe frome, în principal suport militar în termeni de antrenament, logistică, implementarea de armate aliate în Siria (în particular militari șiiți), plan operațional și strategic, informații de spionaj și armament. Se estimează că Iranul a furnizat echivalentul a multe bilioane de dolari ca ajutor financiar. Victoriile-cheie au fost obținute cu susținerea substanțială din partea forței Quds. Este vorba de bătăliile aeriene al-Ghab, ofensivele din Alep, ofensivele Dara'aya din 2015 și ofensivele al-Qusayr care au instalat controlul guvernului și a Hezbollahului asupra nordului regiunii Qalamoun și asupra punctelor de trecere a frontierei dintre Liban și Siria.
După pierderea provinciei Idlib în urma unei ofensive rebele din prima jumătate a anului 2015, s-a considerat că situația a devenit critică pentru supraviețuirea lui Assad și a guvernului său. Au fost inițiate convorbiri la nivel înalt între Moscova și Iran, - ce continuă până azi și în care sunt implicați miniștrii de externe rus și iranian, - cu privire la soluțiile posibile pentru conflictele siriene. Pe 24 iulie, la zece zile după semnarea acordului nuclear dintre Iran și țările P5+1, generalul Qasem Soleimani a vizitat Moscova. Deși se speculează mult despre conținutul exact al întâlnirii dintre Soleimani și Putin, există un consens tot mai mare potrivit căruia problema principală pusă în discuție este un plan de escaladare a forțelor militare în Siria.
La mijlocul lui septembrie 2015, s-au făcut primele rapoarte ale noilor detașamente ale gărzilor revoluționare iraniene ajunse în Tartous și Latakia, în Siria occidentală. Cu multe unități SAA și NDF fiind trimise pe fronturile mai nestatornice, Marina Rusă și Garda Revoluționară Iraniană (IRG) și-au stabilit mai bine pozițiile instalând puncte militare de control în cadrul orașelor Slunfeh (este Guvernoratului Latakia), Masyaf (estul Guvernoratului Tartous) și Ras Al-Bassit (orașul de coastă al Latakiei). Ulterior au apărut informații despre noi contingente iraniene implementate în Siria la începutul lui octombrie 2015. În general, se consideră că Iranul va juca un rol principal în oprațiunile terestre ale armatei Siriei și aliaților ei, pe când Rusia va juca un rol aerian împreună cu forța aeriană siriană.
În afara câmpului de luptă însuși, guvernul iranian și-a mărit mult eforturile de susținere a guvernului sirian și al armatei sale. Recant a avut loc o creștere exponențială a eforturilor de recrutare de militari șiiți din Irak pentru a-i trimite în Siria. Unul dintre militarii cu un rol important în eforturile Iranului de a acorda Siriei sprijin de război este Kata'ib al-Imam Ali, alături de Jaafar al-Bindawi, fostul șef de antrenament și logistică a militarilor, iar Ali Nizam a devenit noul director logistic al afacerilor siriene. În acest context, un alt grup militar aliat important este Harakat Hezbollah al-Nujaba, care ca și Kata'ib al-Imam Ali s-a format sub asistență iraniană din principalii foștii luptători și susținători sadriști. Este o evidență crescândă faptul că acești militari sprijiniți de Iran nu operează doar sub ghidaj iranian, ci cooperează de asemenea cu comanda militară rusă stabilită în Siria.
Pe 8 octombrie este raportată moartea generalului Hamadani, ajutorul generalului Qasem Soleimani în Siria; moartea sa a fost evaluată de șeful serviciului de informații al SUA ca „lovitură psihologică pentru forțele pro-regim din Siria”. Pe 12 octombrie, mass-media iraniană a raportat că încă doi comandanți ai Corpurilor Gărzii Revoluționare Iraniene, Hamid Mokhtarband și Farshad Hassounizadeh, au fost uciși în Siria. În ciuda acestor pierderi mari, pe 14 octombrie, s-a afirmat că pregătirea pentru ofensiva ruso-siriano-iraninano-hezbollahă, în scopul țintirii rebelilor din Alep, continuă repede.
Cel puțin 121 membri ai trupelor IRGC, inclusiv câțiva conducători, au fost omorâți în Războiul Civil Sirian.

## Reacții

### Interne

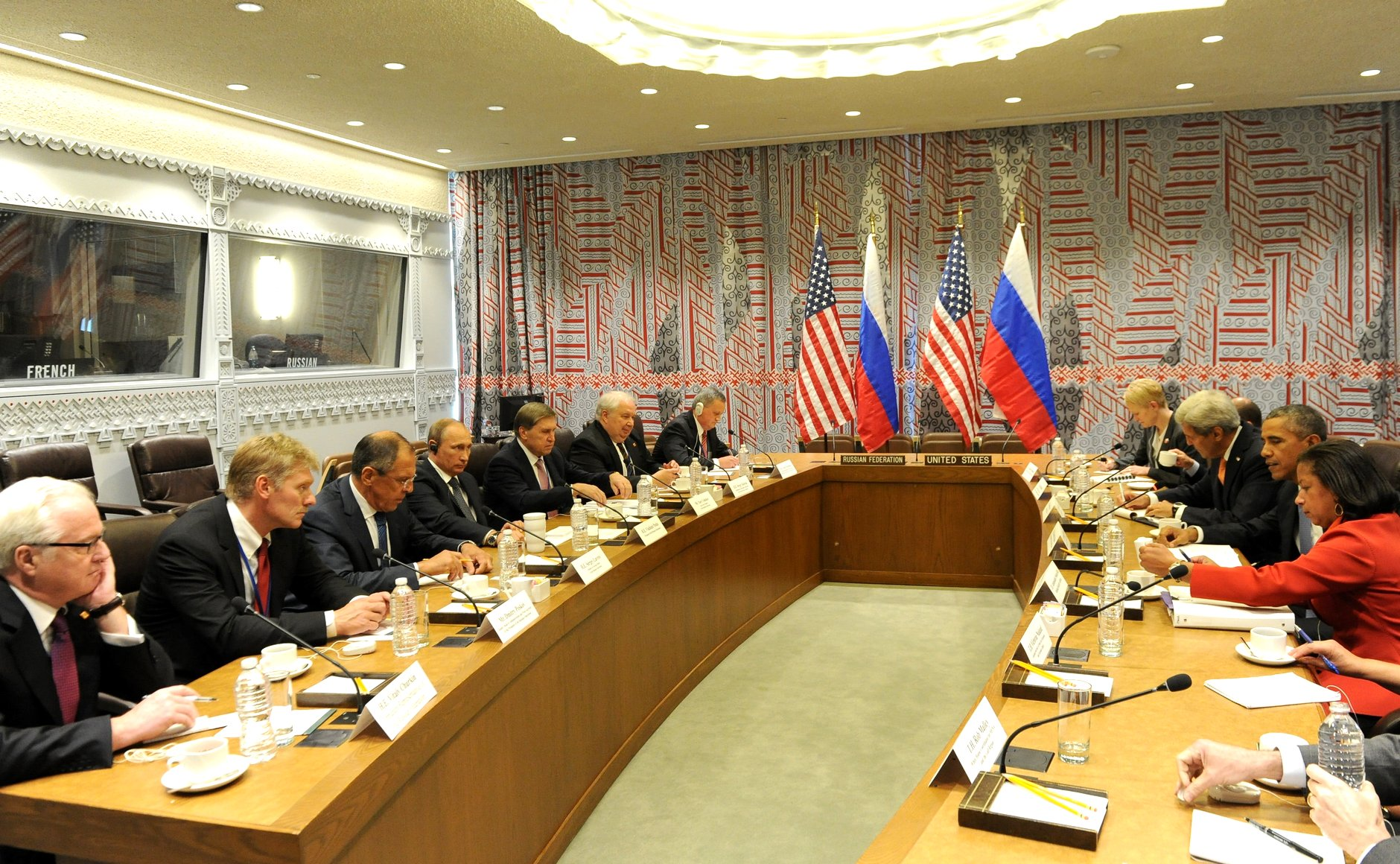
Reprezentanții Rusiei și SUA s-au întâlnit să discute despre situația din Siria pe 29 septembrie 2015

Siria: Ambasadorul Siriei la Moscova, Riyad Haddad a declarat că forța aeriană rusească acționează în coordonare totală cu armata siriană. El a adăugat că poziția Siriei este că intervenția rusă este singura intervenție legitimă sub dreptul internațional și a cerut ca și alte țări să se alăture la ceea ce el numit intervenția „non-criminală” dusă de Rusia în Siria.

### Internaționale
Coaliția condusă de SUA/Grupul Prietenii Siriei:
Într-o declarație comună făcută pe 1 octombrie 2015, participanții la coaliția anti-ISIS condusă de SUA au cerut Rusiei să-și reducă campania aeriană din Siria, afirmând că loviturile aeriene au lovit grupările de opoziție siriene și civilii. Asemenea lovituri „doar vor alimenta mai mult extremism”, s-a afirmat în declarația emisă de SUA, Marea Britanie, Turcia și alți membri ai coaliției. „Am solicitat Federației Ruse să înceteze imediat atacurile asupra opoziției siriene și a civililor și să-și concentreze eforturile pe lupta împotriva ISIS.” Președintele SUA, Barack Obama, la o conferință de presă de pe 2 octombrie, a subliniat că acțiunea Rusiei a dus opoziția moderată în clandestinitate și va duce doar la întărirea ISIS.
- SUA: La începutul lui octombrie 2015, președintele SUA Barack Obama a afirmat că a autorizat aprovizionarea—împotriva ISIS—a 25,000 kurzi sirieni și a 5,000 membri ai opoziției arabo-siriene, subliniind pentru echipa sa că SUA va continua să susțină opoziția siriană acum că Rusia a intrat în conflict.[87][88] Pe 8 octombrie 2015, ministrul american al apărării, Ashton Carter, vorbind la o întâlnire a miniștrilor apărării ai țărilor NATO de la Bruxelles, a spus că crede că în curând Rusia va începe să plătească prețul intervenția sa militară în Siria sub forma represaliilor și a facerilor de victime;[89] a adăugat că se așteptă la faptul că „în următoarele câteva zile rușii vor începe să piardă în Siria”.[90]
- NATO a condamnat loviturile aeriene rusești,[91] i-a cerut Rusiei să înceteze să-l sprijine pe președintele sirian Bashar al-Assad, iar pe 8 octombrie 2015 a reînoit asigurările că își va apăra aliații în ceea ce privește „escaladarea activităților militare rusești” în Siria.[92]
- Arabia Saudită: Pe 1 octombrie 2015, Arabia Saudită a cerut ca Rusia să înceteze intervenția, repetând reclamațiile diplomaților occidentali, că Rusia a țintit opoziția moderată antiguvernamentală mai mult decât ISIS.[93]Erdoğan a făcut o vizită la Moscova pentru a discuta despre Siria și a asista la deschiderea nou-construitei moschei-catedrale, 23 septembrie 2015

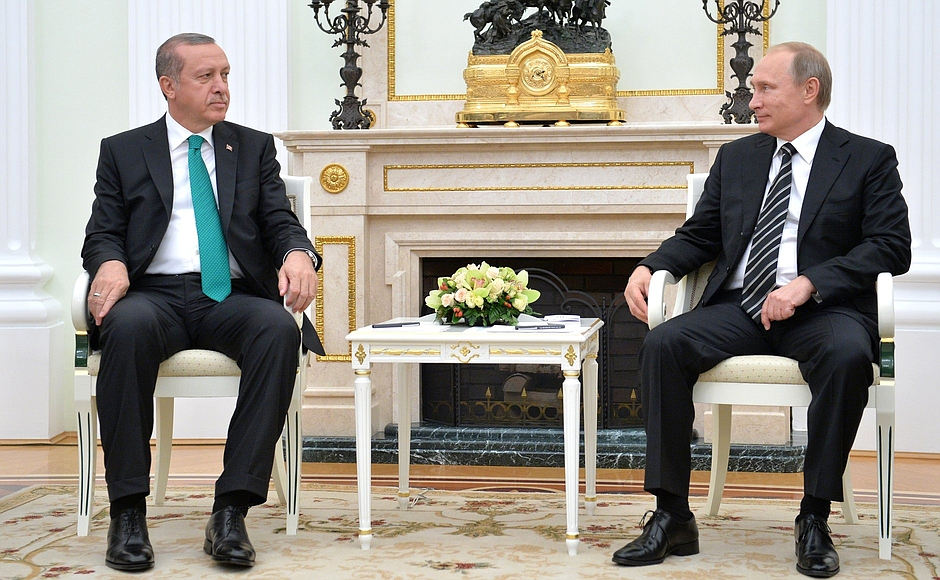
Erdoğan a făcut o vizită la Moscova pentru a discuta despre Siria și a asista la deschiderea nou-construitei moschei-catedrale, 23 septembrie 2015

- Turcia: După o serie de violări invocate ale spațiului aerian al țării sale de către aviația militară rusă, președintele Turciei, Recep Tayyip Erdoğan, a avertizat, la începutul lui octombrie 2015, că operațiunea militară a Rusiei în Siria ar putea periclita relațiile bilaterale dintre Turcia și Rusia.[94]

 Rusia: Pe 27 septembrie 2015, președintele Vladimir Putin a declarat că „peste 2,000 de luptători din Rusia și republicile ex-sovietice se află pe teritoriul Siriei. Există amenințarea ca ei să se întoarcă la noi. Deci, în loc să le așteptăm întoarcerea, este mai bine să luptăm cu ei pe teritoriul sirian”.
Pe 1 octombrie 2015, președintele a calificat informațiile potrivit cărora loviturile aeriene rusești ar fi făcut victime printre civili ca „război informațional” împotriva Rusiei și a declarat că reclamațiile au început înainte de decolarea avioanelor folosite în Siria. Ministrul rus al apărării a afirmat că imaginile din satelit confirmă că unele lovituri aeriene au lovit pozițiile ISIS.
Pe 12 octombrie 2015, Putin a solicitat membrilor coaliției americane de intervenție în Siria, să se alăture intervenției militare ruse în Războiul Civil Sirian, evidențiind legalitatea intervenției Rusiei la cererea Siriei și întrebând dacă intervenția SUA este complet validă. A încercat să demonstreze autoritatea legitimă democrației constituționale în Siria și a criticat programul Pentagonului de finanțare a rebelilor din Siria, spunând „Ar fi mai bine să ne dea $500 milioane. Cel puțin noi l-am fi folosit mai eficient din punct de vedere al luptei contra terorismului internațional.”
Pe 13 octombrie 2015, Putin a criticat liderii intervenției conduse de SUA în Siria, spunând că au terci în minte, întrucât au trimis arme pe un teritoriu în care acestea ar putea cădea pe mâini greșite. De asemenea a criticat decizia americană de a nu împărtăși cu Rusia informații în ceea ce privește potențialele ținte ISIS.

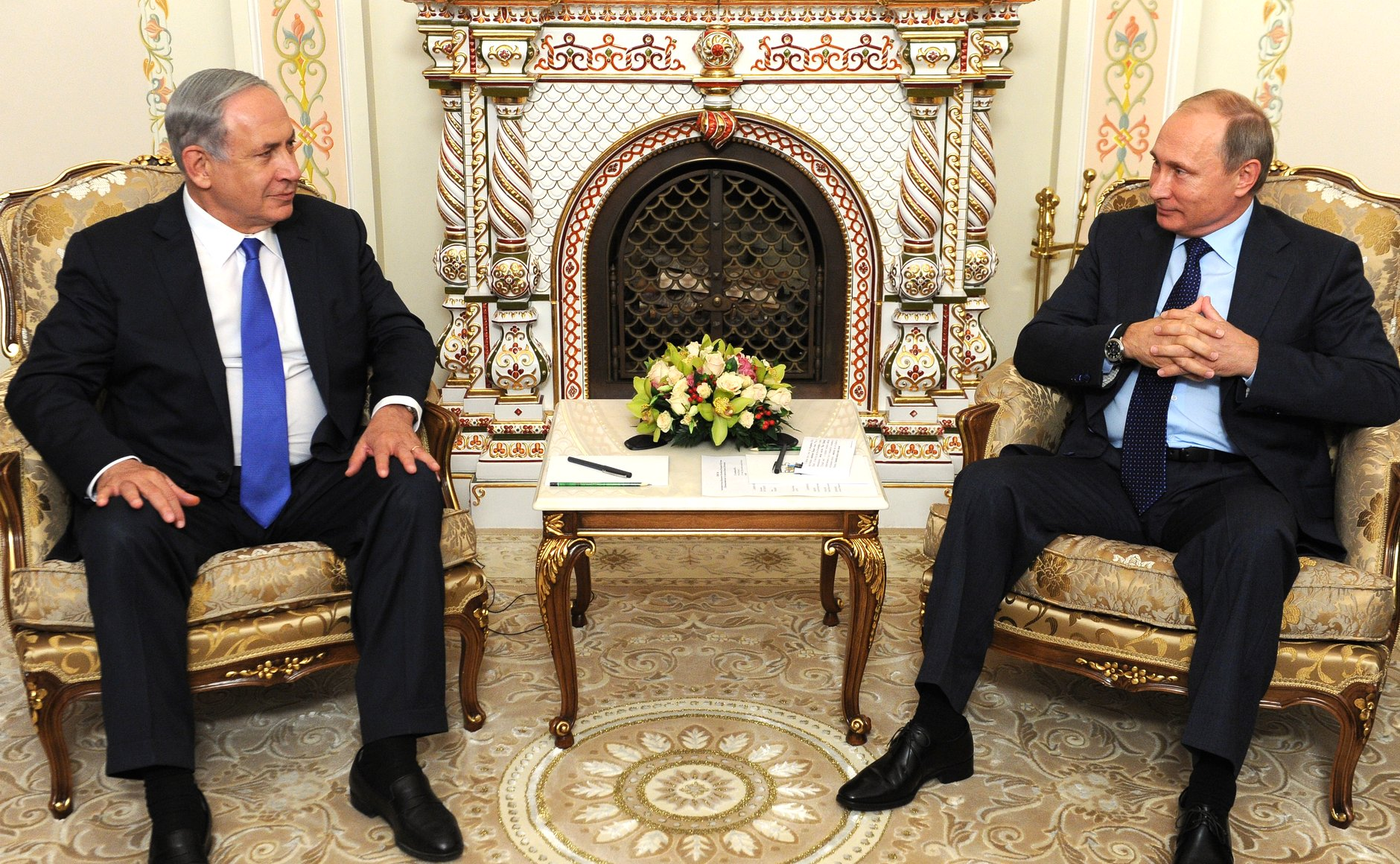
Benjamin Netanyahu, la întâlnire cu Vladimir Putin la Moscova, 21 septembrie 2015

 Iran: Iran a confirmat că are sute de trupe în Siria care sunt gata să combată ISIS.
 Iraq: La începutul lui octombrie 2015, oficialii de frunte ai Irakului au sugerat că primesc călduros loviturile aeriene rusești asupra militanților ISIS în Irak și că vor ca Rusia să aibă un rol mai mare decât SUA în războiul contra acestui grup militant.
 Egipt: Pe 3 octombrie 2015, ministrul de externe al Egiptului, Sameh Shoukry, a afirmat că intrarea Rusiei în războiul din Siria are legătură cu „efectul limitării terorismului în Siria și a eradicării lui”.
 Israel: La sfârșitul lui septembrie, Israel a primit o înștiințare-avertisment din partea Rusiei cu privire la loviturile aeriene și a înființat un grup de lucru pentru a „coordona tot” cu rușii. Netanyahu s-a interesat ca alianța dintre Hezbollah și Rusia să nu ducă la incidente regretabile. Potrivit lui Zvi Magen, fostul ambasador israilean la Moscova, “Israel a făcut să fie clar pentru el [Putin] că nu avem vreo problemă reală cu Assad, ci doar cu Iran și Hezbollah, iar acest mesaj a fost înțeles.”

### Nestatale
- Pe 5 octombrie, s-a relatat, că peste 40 grupări anti-guvernamentale, inclusiv facțiuni precum Ahrar ash-Sham, Jaysh al-Islam și Frontul Levant, au jurat să atace forțele rusești.[107]
- Frontul Al-Nusra[108] a stabilit o recompensă pentru capturarea soldaților ruși de 2,500,000 lire siriene (aproximativ US$13,000).[109] Abu Ubaid Al-Madani, care cunoaște rusa, a emis un video adresat rușilor, în care îi avertizează că facțiunea sa va masacra soldații ruși, iar „fii voștri se vor întoarce morți, sunt aceștia soldați ruși care voiesc să moară pentru capriciile și egoismul lui Putin?”[110] Abu Mohammad al-Julani a cerut ca civilii ruși să fie atacați de foștii musulmani sovietici și a solicitat să fie atacate satele alavite din Siria.[111][112][113]
- Clericul saudit Abdallah Muhammad Al-Muhaysini, care are legături cu Al-Qaeda și este stabilit în Siria a amenințat că Siria va fi „mormânt pentru invadatorii săi” sau „cimitir pentru invadatori”, ca răspuns la intervenția rusă și a atras atenția asupra războiului sovietic din Afghanistan.[114][115][116]
- Frăția Musulmană din Siria a declarat Jihad împotriva Rusiei.[117][118][119] Ei au citat apelul Bisericii Ortodoxe Ruse, care a numit operațiunea Război Sfânt.[120][121][122][123][124][125][126]
- Cincizecișicinci de intelectuali religioși saudiți au semnat o declarație împotriva intervenției ruse, adresându-se întâi rușilor, „O rușilor, o popor extremist al crucii”, reamintindu-le invazia sovietică în Afghanistan și au numit Rusia ortodoxă, moștenitoarea sovieticilor comuniști. Au acuzat-o că susține „regimul Nusyari” și a invadat „Siria musulmană”, iar pe liderii Bisericii Ortodoxe Ruse i-au acuzat că au declarat „cruciadă” și le-au spus că ei vor cunoaște soarta Uniunii Sovietice și vor suferi „o înfrângere rușinoasă în Levant”, după cum s-a întâmplat în Afghanistan. De asemenea, declarația a cerut ca toate facțiunile ce luptă contra guvernului din Siria să se unească și s-a adresat „țărilor arabe și musulmane”, spunându-le că este un „adevărat război contra suniților, a țărilor și identității lor” venit din partea „alianței” dintre occidentali, ruși, safavizi și Nusayri, cerând terminarea tuturor relațiilor țărilor musulmane cu Iran și Rusia și protejarea „pământului și poporului din Levant de influența persanilor și rușilor”, solicitând în special la Qatarului, Turciei și Arabiei Saudite să sprijine Levantul.[127][128][129][130][131][132][133][134][135] Declarația a făcut apel la „toți cei care sunt capabili, inclusiv din afara Arabiei Saudite, să răspundă la chemările jihadului”.[136][137]
- „Mișcarea de Eliberare a Homsului”, ce aparține Armatei Siriene Libere a amenințat cu bombe sinucigașe împotriva rușilor în Siria.[138]
- Fotografii cu luptătorii uiguri din Partiul Islamic din Turkistan, au fost publicate cu titluri în arabă care spun „rezistând puternic în fața armatei Nusayri și a rușilor.” (المجاهدين التركستانيين يتصدى بقوة للجيش النصيري ومن قبل الروس).[139]
- Reprezentanții kurzilor, Unitățile de Apărare a Poporului și Partidul Uniunii Democratice, și-au exprimat susținerea pentru loviturile aeriene ruse împotriva Statului Islamic, a Frontului al-Nusra Front și al Ahrar ash-Sham. De asemenea, au cerut ajutor rusesc pentru armament și pentru cooperarea cu Rusia în lupta împotriva Statului Islamic.[140][141] La puțin timp după ce au început loviturile aeriene ruse, Salih Muslim, co-președinte al Partidului Uniunii Democratice, a afirmat într-un interviu că nu crede „că America va obiecta deoarece [Jabhat] al-Nusra și Ahrar al-Sham nu sunt diferite de Daesh. Toate sunt organizații teroriste și împărtășesc aceeași mentalitate radicală.”[140]
- Pe 30 septembrie, purtătorul de cuvânt al Bisericii Ortodoxe Ruse, Vsevolod Chaplin, vorbind despre susținerea acțiunii guvernamentale din partea tuturor grupărilor religioase din Rusia, a afirmat că lupta împotriva terorismului este o „luptă morală, un război sfânt, dacă vreți”.[142][143][144] Liderul Administrației Sprituale Centrale a Musulmanilor din Rusia, președintele muftiu a afirmat: „Noi sprijinim complet contigentul de forțe armate rusești în lupta împotriva terorismului internațional.”[145]

### Analiză și media
Anterior începtului operațiunii rusești în Siria precum și după, analiștii ruși au afirmat că gruparea militară rusă ce se constituie în Siria este într-o stare inter alia la sfârștiul de facto al izolării politice pe care Occidentul i-a impus-o lui Putin în legătură cu situația din Ucraina.
Pe 30 septembrie, Thomas L. Friedman, un editorialist al New York Times, a scris că aliindu-se cu Siria și Iran în bătălie, Putin se va înstrăina de întreaga lume musulmană sunită Arhivat în 19 decembrie 2019, la Wayback Machine., inclusiv de rușii musulmani; îndemnul său pentru administrația Obama a fost: „În mod stupid, Putin a intrat în Siria umblând după un zahăr ieftin pentru a arăta poporului său că Rusia este încă o putere mondială. Ei bine, acum el e sus, în copac. Obana și John Kerry trebuie doar să-l lase acolo timp de o lună — pe el și pe Assad, luptând singuri împotriva ISIS — și să-l vadă devenind dușmanul nr. 1 al lumii musulmane sunite.” Publicația Vocea Americii a prezis o puternică reacție din partea jihadiștilor împotriva rușilor.
Robert Fisk, corespondentul senior al Orientului Mijlociu pentru The Independent, a scris că „forța aeriană rusă din Siria a zburat drept în spațiul aerian imaginar al Occidentului. Rușii, suntem acum informați, îi bombardează pe „moderații” din Siria – „moderați” despre care chiar americanii au admis două luni în urmă că nu mai există.”
Agenția de Știri Siro-Arabă a relatat că luptătorii anti-guvernamentali sunt în panică și părăsesc Siria cu miile ca răspuns la intervenția rusă. Agenția a exprimat viziunea că „opoziția moderată” este în fapt constituită din mercenari angajați, antrenați în taberele de antrenament controlate de CIA, din Turcia, Iordan, Qatar și Arabia Saudită, iar mulți dintre ei și-au schimbat apartenența și au trecut cu tot cu armament de partea ISIS și a altor grupări teroriste.
Pe 8 octombrie, BBC l-a citat pe analistul american Michael Kofman, în opinia căruia Rusia urmărește înfrângerea luptătorilor susținuți de SUA și aliații săi de coaliție, lăsând Statul Islamic și Frontul al-Nusra Front ca singurele alternative pentru regimul lui Assad; el a menționat că o campanie americană mai puternică împotriva ISIS va completa scopurile rusești și va duce la un scenariu victorios pentru Assad: „În cele din urmă, Rusia și Iran și-au securizat poziția în Siria. Cu sau fără Assad, Occidentul va împărți cărțile cu Rusia în mod direct, cel mai probabil ca un egal, în ceea ce privește reglementarea conflictului sirian.”
La mijlocul lunii octombrie 2015, The New York Times a exprimat opinia că odată cu aprovizionarea generoasă insurgenților din Siria de către SUA cu rachete antitanc și cu creșterea numărului de lovituri aeriene rusești împotriva oponenților guvernului, conflictul s-a transformat complet într-un război proxy între SUA și Rusia.

## Vezi și
- Doborârea avionului Suhoi Su-24 din 2015